# Occella
Occella és un gènere de peixos pertanyent a la família dels agònids.

## Taxonomia
- Occella dodecaedron (Tilesius, 1813)[2]
- Occella iburia (Jordan & Starks, 1904)[3]
- Occella kasawae (Jordan & Hubbs, 1925)[4]
- Occella kuronumai (Freeman, 1951)[5][6][7][8][9][10][11]